# Ильинское (Переславский район)
Ильи́нское — село в Переславском районе Ярославской области при речке Су́хоме.

## История
В описи Горицкого монастыря 1686 года упоминается закладная кабала 1529 года на село Ильинское. В синодике монастыря записано, что село дано по Михаиле Дмитриевиче Щепкине (Заболоцком).
Сначала село было помещичье и принадлежало Заболоцким. Оно было пожертвовано в монастырь частями: сначала Михаилом, в монашестве Митрофаном, Шапкиным-Заболоцким, потом его снохою
Ксенией в первой половине XVI века. В смутное время Ильинское Новосельского стана запустело.
Церковь Николы чудотворца была здесь издавна. Никольская земля с 1628 года по 1669 год была на оброке за архимандритами Переславского Горицкого монастыря, а 22 сентября 1669 года отдана в поместье Григорию Еврееву, в 1677 году Авраму Еврееву, а с 19 октября 1678 года опять отказана архимандритам Горицкого монастыря. Земля эта была смежна с владениями села Нового. В 1686 году на церковной земле была построена церковь также во имя Николая чудотворца.

## Население
| 1859 | 1905 | 1926 | 2007 | 2010 |
| ---- | ---- | ---- | ---- | ---- |
| 119  | ↗150 | ↗186 | ↘0   | →0   |

### Известные жители
- Васильевский, Василий Григорьевич (1838—1899) — византинист, академик Императорской Санкт-Петербургской академии наук (1890).

## Путаница
Надо различать два села. Одно село Ильинское стоит при реке Сухоме и было вотчиной Горицкого монастыря. Другое Ильинское (Тюшино), теперь Малое Ильинское, было вотчиной Фёдоровского монастыря и затем состояло в Угличском уезде.